# NGC 7529
NGC 7529 is een spiraalvormig sterrenstelsel in het sterrenbeeld Pegasus. Het hemelobject werd op 2 juli 1880 ontdekt door de Duitse astronoom Ernst Wilhelm Leberecht Tempel.

## Synoniemen
- UGC 12431
- MCG 1-59-14
- ZWG 406.24
- KUG 2311+087
- PGC 70755